# Stefano Di Battista
Stefano Di Battista (Roma, 14 febbraio 1969) è un sassofonista italiano.

## Biografia
Inizia a studiare il sassofono all'età di 13 anni dopo aver ascoltato per la prima volta, durante il saggio di fine anno alle medie, quello che diventerà il suo strumento suonato dal vivo da un ragazzo di un anno più grande di lui. Appassionatosi al jazz con l'ascolto di Art Pepper, si iscrive al conservatorio e consegue il diploma con il massimo dei voti a 21 anni. Incomincia poi a suonare in diversi gruppi e nel 1992 incontra per la prima volta il musicista Jean-Pierre Como che lo invita a suonare a Parigi. Da qui è partito il grande legame musicale e umano che il sassofonista ha tuttora con la Francia, dove sarà fondamentale per la sua carriera musicale l'incontro con il batterista Aldo Romano. Ottenendo sempre più successo Di Battista inizia ad avere brevi collaborazioni con artisti come Jimmy Cobb, Michel Petrucciani, Nat Adderley.
Nel 1997 pubblica il suo primo album "Volare" . Nel 1998 arriva il suo primo ingaggio per la storica Blue Note, per la quale inciderà l'album "A prima vista". Nel 2000 Di Battista incide un disco che porta il suo nome, affiancato da Elvin Jones alla batteria, Jacky Terrasson al piano e Rosario Bonaccorso al contrabbasso. Il nuovo disco, oltre ad avere grandi riconoscimenti da parte della critica internazionale, ha vinto il prestigioso premio francese Telerama, classificandosi al primo posto nelle classifiche europee come disco più venduto. Due anni dopo, nel 2002, esce il nuovo lavoro discografico del sassofonista, “'Round about Roma”, un tributo alla propria città, orchestrato da Vince Mendoza. Del 2004 è poi “Parker's mood”, e il più recente “Trouble shootin'”, del 2007. Attualmente è il leader dello Stefano Di Battista Jazz Quartet, noto gruppo musicale jazz, composto dallo stesso Stefano Di Battista e da Amedeo Ariano, J. O. Mazzariello e Dario Rosciglione.
Nel 2005 partecipa al Festival di Sanremo assieme alla moglie Nicky Nicolai con il brano Che mistero è l'amore conquistando il 4º posto nella classifica finale (vincitore nella categoria "Gruppi"). Insieme alla Stefano Di Battista Jazz Quartet, è stato componente dell'orchestra del programma televisivo Il senso della vita, trasmesso su Canale 5. 
Compose, nel 2005 circa, le musiche dello spettacolo teatrale di Alessandro Preziosi "Datemi Tre Caravelle", basato sul viaggio alla scoperta dell'America da parte di Cristoforo Colombo. In tale spettacolo recitò, tra l'altro, la moglie Nicky Nicolai.
Nel 1995 ha suonato nel primo album di Claudio Cusmano, Cammino personale, registrato per Symphonos Italia. Nel 2007 ha suonato nel disco Dormi amore, la situazione non è buona di Adriano Celentano. Nel 2008, come ospite dei Tiromancino al Festival di Sanremo, ha partecipato al concerto del primo maggio. Nel 2009 partecipa nuovamente al Sanremo con la moglie portando un brano scritto da lui e da Jovanotti intitolato Più sole.
Ha collaborato, tra gli altri, con: Michel Petrucciani, Fabrizio Bosso, Bobby Hutcherson, Franco Califano, Paolo Di Sabatino, Elvin Jones, Nat Adderley, Greg Hutchinson, Ada Montellanico, Roberto Gatto, Rita Marcotulli, Flavio Boltro, Jacky Terrasson, Baptiste Trotignon, Julian Mazzariello, Pippo Matino, Giovanni Tommaso, Glauco Venier, Niccolò Fabi, Richard Bona, Manu Katché, e i Gabin.
Nel 2009 ha suonato nel disco "Presente" di Renato Zero nella canzone "Non smetterei più" e nel disco "Q.P.G.A." di Claudio Baglioni, nella canzone "Con tutto l'amore che posso".
Nel 2014 partecipa al Concerto del Primo Maggio suonando accompagnato dall'orchestra di 50 sax del Conservatorio Santa Cecilia.
Nel 2021, con il progetto "Morricone Stories", ha realizzato uno speciale omaggio ad Ennio Morricone con una rilettura delle sue musiche con un quartetto jazz.

## Strumentazione
Il suo Sax alto è un Selmer Mark VI con un bocchino Meyer 6M (ance Rico Hemke n°3) mentre il soprano è uno Yamaha 62R con un Otto Link 6* (ance Rico Royal n°3).